# Løsdriftstalde
|  | Denne artikel er oprettet af botten Steenthbot ud fra en ekstern database. Den kan derfor have sproglige fejl eller mangler. Denne skabelon kan fjernes efter kontrol af indholdet. |

Løsdriftstalde er en dansk dokumentarfilm.

## Handling
I reportagefilmen opsummeres erfaringerne, der indtil 1955 var gjort med hensyn til løsdriftstalde.